# فراسيكليا كور
فراسيكليا كور هو تمثال جنائزي يوناني قديم للفنان أريستيون من باروس، تم إنشاؤه بين 550 و 530 قبل الميلاد. تم العثور عليه مدفونًا بعناية في مدينة مرينوس القديمة (مرينتا الحديثة) في أتيكا وتم التنقيب عنه في عام 1972. إن الحفاظ الاستثنائي على التمثال والطبيعة السليمة للعناصر متعددة الألوان يجعل فراسيكليا كور أحد أهم الأعمال الفنية القديمة.٠

## تاريخ
تعد فراسيكليا وأتيك كور من أكثر التماثيل المحفوظة جيدًا منذ القرن السادس قبل الميلاد. وهي تمثل نوعًا من التماثيل الأنثوية القديمة المصممة خصيصًا للاستخدام الجنائزي. فراسيكليا كور هو تمثال من رخام باريان يتميز بتعدد الألوان البارز كما يظهر في الشعر والفستان. يُعتقد أن قشرة فراسيكليا كور كانت مغطاة بنوع من الصمغ العربي لإضفاء مظهر واقعي عليها. كما لوحظت هذه الممارسة خلال نفس الفترة، حيث استخدمت على توابيت المومياوات المصرية.
كان الحفاظ على فراسيكليا كور ناجحًا للغاية لأنه دُفن في «حفرة مصممة خصيصًا». يُعتقد أن ظروف دفن فراسيكليا كور كانت بسبب عودة الطاغية بيسيستراتوس. أثناء قيامه بتوطيد سلطته السياسية على أثينا، عند عودته إلى المدينة، سعى هو وأتباعه لطرد أي عائلة من أثينا تختلف مع سلطته. يعتقد العلماء أن عائلة الكميونيد في أثينا كانت مسؤولة عن التكليف بالنحت، ودفن فراسيكليا كور لاحقًا. نضارة التمثال تشير إلى أن هذه العائلة القوية ربما كانت لا تزال تحزن الفتاة عندما عاد بيسستراتوس إلى أثينا. ويدعم ذلك غياب واضح لتشويه كور. بالإضافة إلى ذلك، سجل الخطيب اليوناني القديم إيسقراط أن أتباع بيسستراتوس «لم يهدموا منازل آل الكميونيد فحسب، بل فتحوا قبورهم أيضًا.»

## النقوش

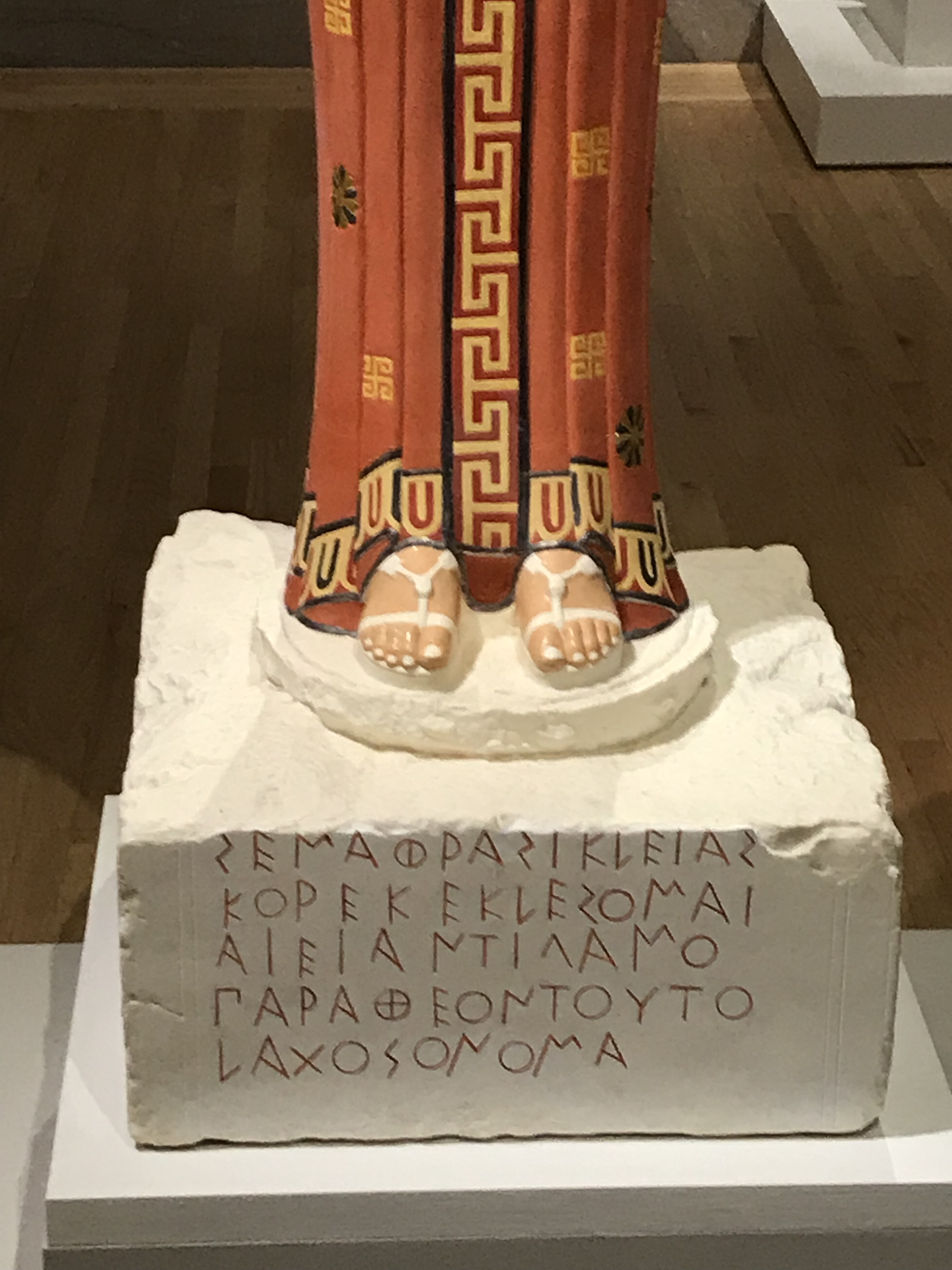
نقش على مقدمة فراسيكليا كور

وصف ميشيل فورمونت، الذي زار اليونان في الأعوام 1729-1730، كتلة من الرخام عليها نقش تم العثور عليها في كنيسة باناجيا (جميع القديسين) في مرينتا. تم جعل النقش غير مقروء قبل استخدامه في الكنيسة، ولكن كان من الممكن إعادة بنائه.

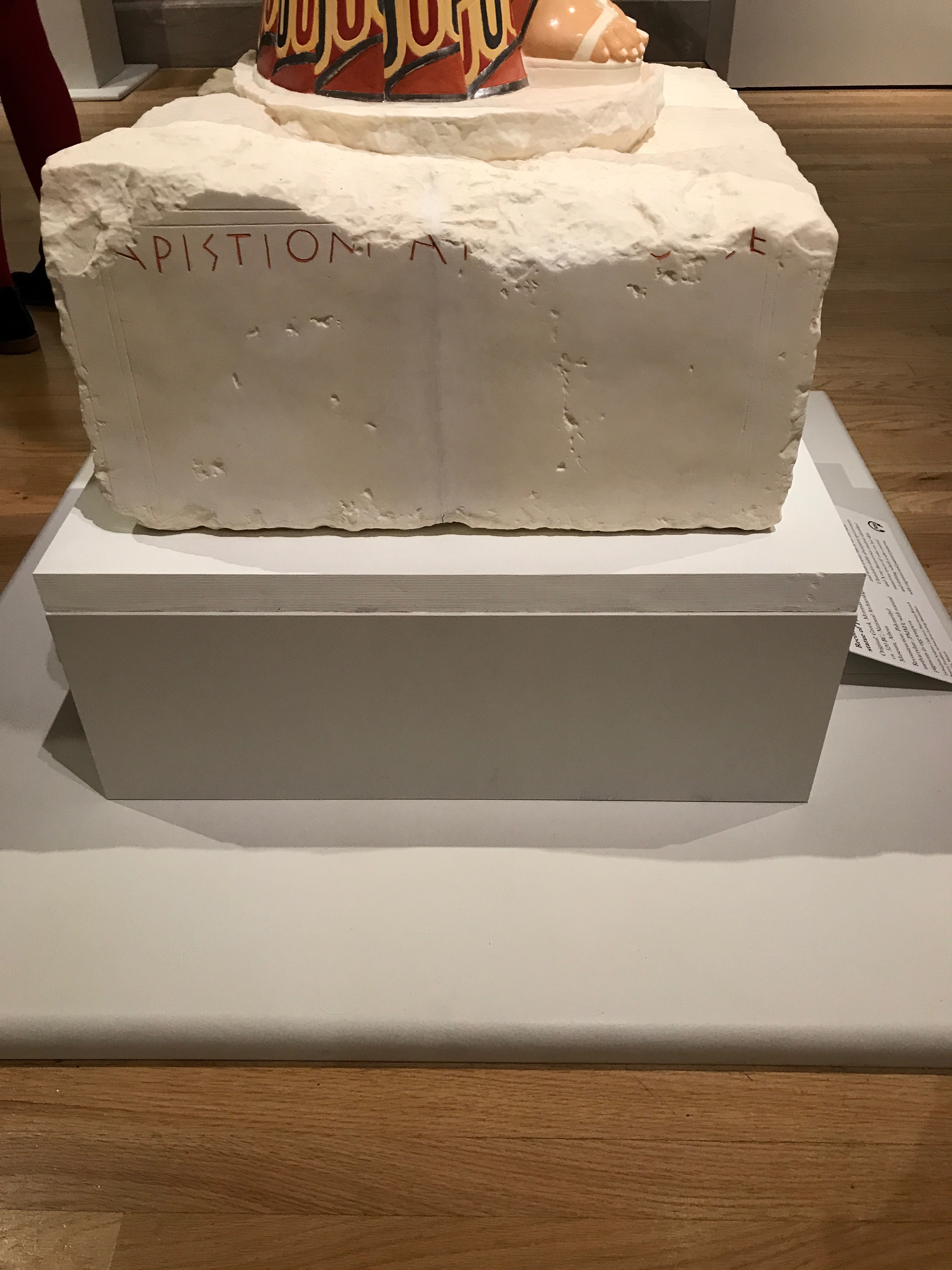
نقش أريستون من باروس على فراسيكليا كور على (الجانب الأيسر)

في عام 1968، تمت إزالة الكتلة ووضعها في متحف الكتابات في أثينا. بحلول عام 1972، اكتشف عالم الآثار إفثيميوس ماستروكوستاس تمثالين من الرخام في المقابر في مرينوس، وكوروس وفراسيكليا كور. تطابق التمثالان النقش الموجود على الكتل المكتشفة في كنيسة باناجيا، التي تقع على بعد 200 متر (660 قدمًا) من مكان التنقيب عن التماثيل.
تم اكتشاف حلقة غير منتظمة من الرصاص في الجزء السفلي من التماثيل. بناءً على كتلة الرصاص هذه، تم إجراء مقارنة بين التماثيل وكتلة الرخام. وجدت المقارنة أن الحلقة الرصاصية تتلاءم تمامًا مع القاعدة الرخامية لتأمين قاعدة كور، مما يؤكد العلاقة بين الاثنين. تم لم شمل فراسيكليا كور والقاعدة بعد 25 عامًا، وأكدوا أيضًا أن التمثال قد صنعه الفنان أريستيون من باروس. قبل هذا لم الشمل، كان أريستيون من باروس معروفًا من خلال عدد من النقوش، ولكن لم يتم ربط العمل الفردي به رسميًا. قد يكون الإبيغرام الموجود على القاعدة الرخامية التي حددت أريستون هو أقدم مثال موجود في العلية على نقش متكافئ، نمط من النص حيث الحروف متباعدة بشكل متساوٍ ومحاذاة رأسيًا وأفقيًا.
التمثال موجود الآن في المتحف الأثري الوطني بأثينا ويتم عرضه في الغرفة 11، الكتالوج رقم 4889.

## وصف
التمثال مصنوع من رخام باريان ويبلغ ارتفاعه 211 سم (6.92 قدم). ترتفع على قاعدة بارتفاع 26 سم (10 بوصات). كما يوحي النقش، فإنه يصور امرأة شابة ماتت غير متزوجة، وبالتالي يجب أن تُعرف إلى الأبد بأنها عذراء.
تقف منتصبة وترتدي خيتونًا طويلًا مزينًا بالزهور والتعرجات. حول خصرها ترتدي حزام. تظهر الأجزاء الأمامية من قدميها والصنادل. تتدلى ذراعها الأيمن وتمسك بقوة بضربها. ذراعها اليسرى مثنية أمام جسدها وتحمل زهرة لوتس لم تفتح بعد. ترتدي على رأسها إكليل من الزهور، حول عنقها عقد، وعلى كل ذراع سوار.

## رمزية

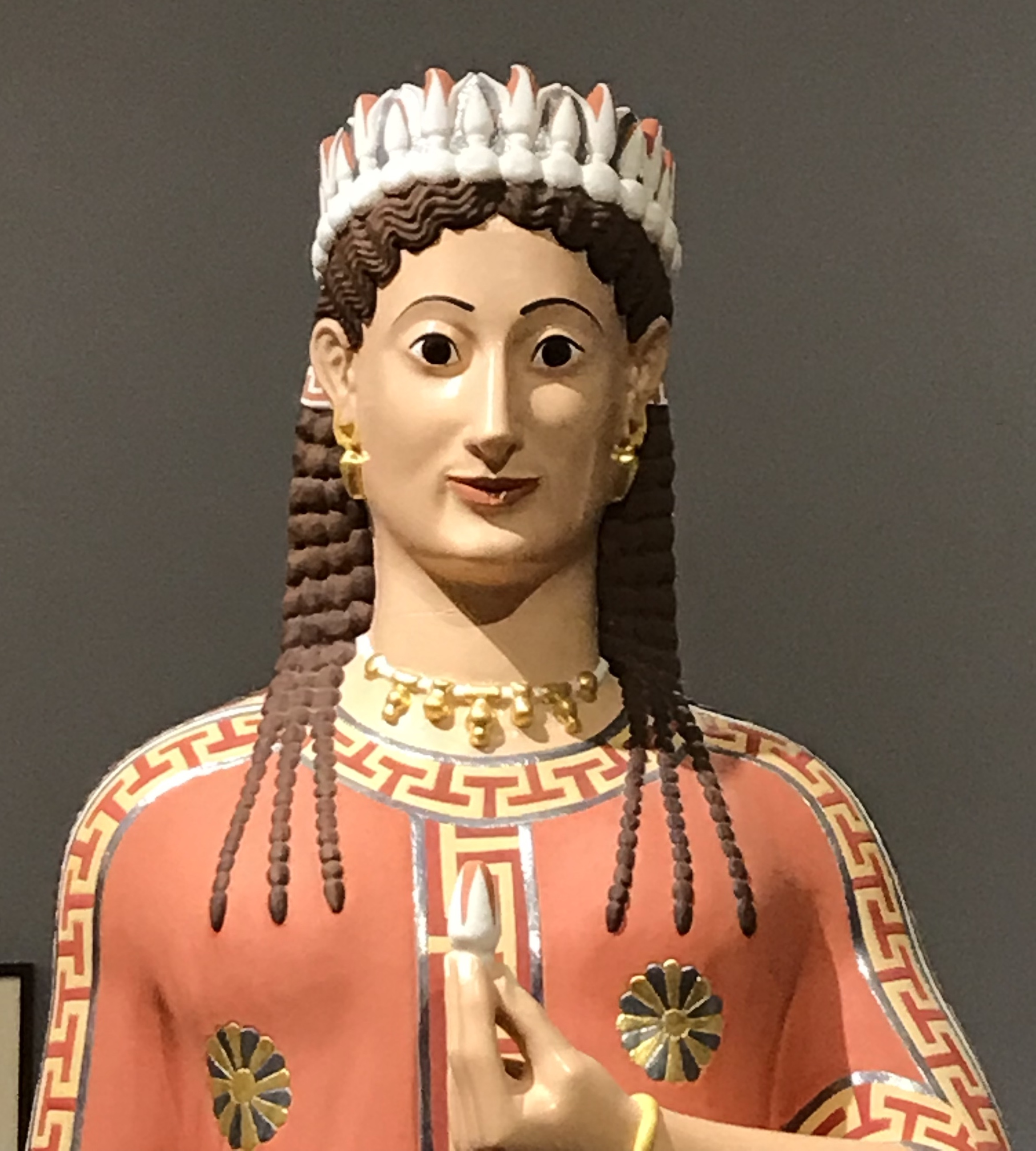
تاج زهرة اللوتس لفراسيكليا كور

وفقًا لسفينبرو، يمكن تصميم فراسيكليا كور على غرار آلهة هيستيا. كما هو محدد في ترنيمة هومري لأفروديت، يشار إلى هيستيا صراحةً باسم كور، الذي يقسم على البقاء عذراء إلى الأبد. تدعي الترنيمة أن زيوس دعا هيستيا لتكريمها كإله، بدلاً من البقاء على الأرض لتتزوج. يمكن رؤية الدليل عند مقارنته مع قصيدة على فراسيكليا كور.

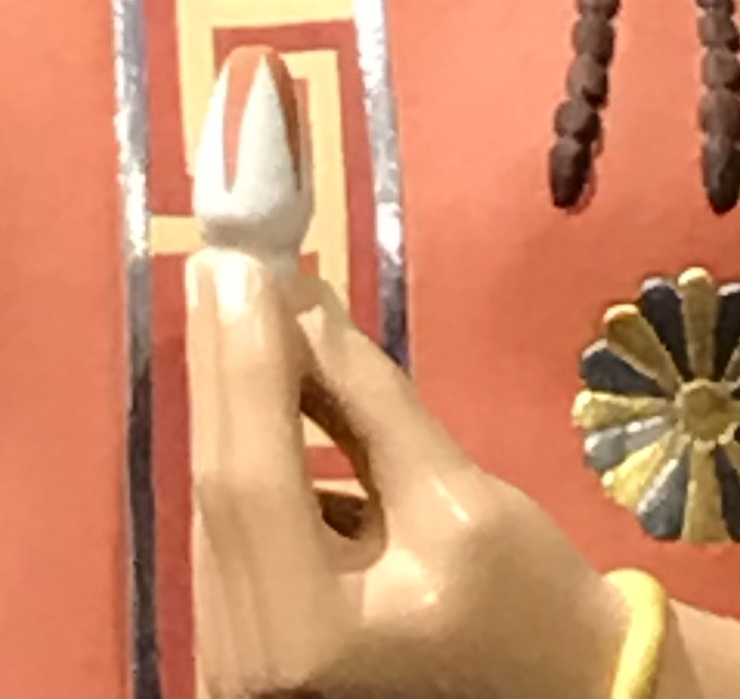
برعم زهرة اللوتس لفراسيكليا كور (اليد اليسرى)

اللوتس، الذي يتكرر على تاج فراسيكليا كور ويمسك بيدها اليسرى، هو رمز جنائزي مصري استخدمه الإغريق. كان من المعتاد تزيين الموتى بتاج زهري، مثل ذلك الذي شوهد في فراسيكليا كور. قد يحمل تاج اللوتس الذي يرتديه التمثال معنى مزدوجًا: قد يشير الشكل الدائري، مع براعم اللوتس الشبيهة بالرمح التي تشكل التاج، إلى بوابات العالم السفلي. لا يتم استخدام اللوتس على التاج فحسب، بل يتم إمساكه أيضًا في يد كور؛ يُعتقد أنه يمثل فراسيكليا: «قطفت قبل أن تزدهر»، تمثل وضعها كامرأة عذراء وغير متزوجة وقت وفاتها.

## دور
كانت الوظيفة الأساسية لـ فراسيكليا كور هي التمثال الجنائزي أو القرابين النذري. في هذه الحالة، حددت فراسيكليا قبر فتاة ماتت غير متزوجة. وهذا ما يؤكده النقش على قاعدتها، بالإضافة إلى رمزية المجوهرات والبيبلوس وزهرة اللوتس المستخدمة في التمثال.

## تعدد الألوان

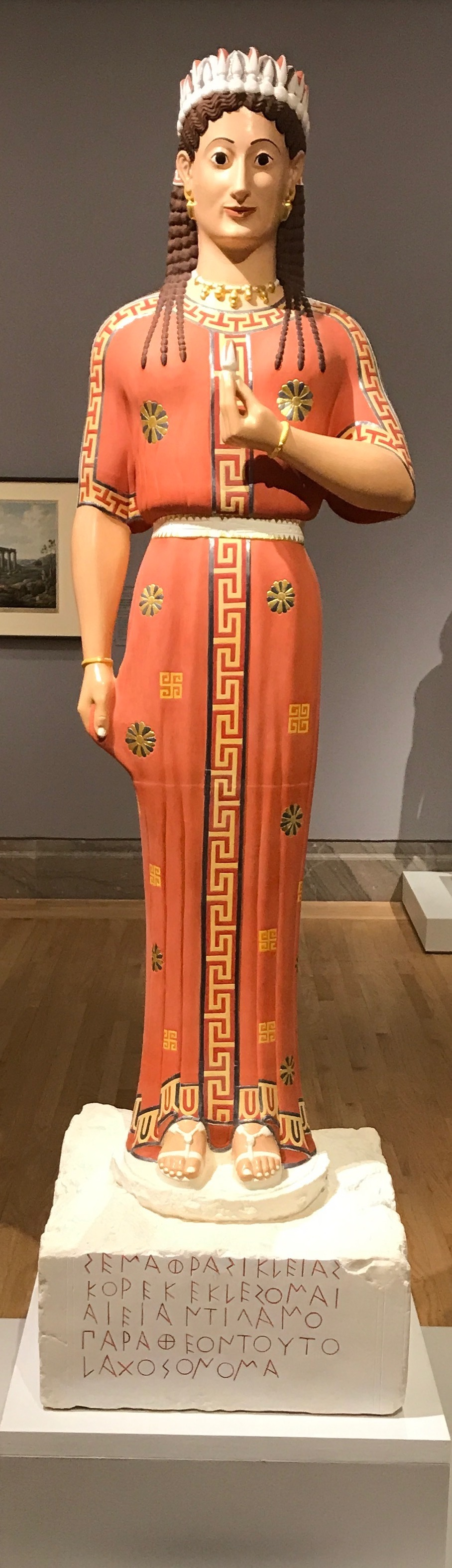
ترميم فراسيكليا كور الكامل متعدد الألوان، المعروض في معرض الآلهة في اللون في وسام جوقة الشرف، سان فرانسيسكو، كاليفورنيا (2017).

يُظهر تعدد الألوان الذي تم الكشف عنه في فراسيكليا كور استخدامًا رائعًا لأحد عشر صبغة مختلفة من اللون الأحمر والأصفر والأسود والأبيض. يستخدم لون بشرتها وحده مزيجًا من الرصاص الأبيض والمغرة الحمراء والبني الفاتح لتحقيق جودة محاكاة. بالإضافة إلى ذلك، تم تزيين التمثال بزخارف ذهبية ورصاصية.
تم إعادة إنشاء التمثال بالكامل وترميمه متعدد الألوان، وذلك بفضل الصبغة المرئية المتبقية على التمثال وبمساعدة التكنولوجيا مثل مطياف الامتصاص فوق البنفسجي المرئي وتحليل مضان الأشعة السينية لاكتشاف آثار اللون والنقوش وأنماط مرسومة، لإعادة ما كانت ستبدو عليه فراسيكليا كور قبل دفنها في القرن السادس قبل الميلاد. يمكن رؤية هذا التمثال في معرض الآلهة في اللون، الذي يسافر إلى المتاحف الكبرى في جميع أنحاء العالم.